# Газовый водонагреватель
Газовый водонагреватель — устройство для нагрева воды за счёт энергии, которая выделяется во время сгорания газа, с целью последующего использования в технологических, хозяйственных, санитарно-гигиенических или бытовых целях. В качестве топлива может использоваться как природный газ, так и сжиженный (баллонный).
По устройству газовые водонагреватели делятся на проточные и накопительные. Проточный водонагреватель настенного типа часто зовут газовой колонкой. В быту накопительные водонагреватели часто зовут бойлерами или титанами.
Основным достоинством газовых водонагревателей является использование природного газа, который может быть наиболее экономически выгодным видом топлива.

## Проточный газовый водонагреватель

### История
Первые проточные газовые водонагреватели появились в Германии в 1892 году. Их изобретателем был Хуго Юнкерс, запатентовавший калорифер — прообраз современной газовой колонки. В 1895 году Юнкерс открывает в Дессау фирму Junkers&Co, производящую первые в мире газовые водонагреватели. В 1894 году другой немецкий изобретатель Иоганн Вайлант разработал трубчатый теплообменник и через некоторое время начал выпускать собственные газовые проточные водонагреватели.
В России наиболее распространены настенные газовые водонагреватели — газовые колонки. Они появились во время газификации городов с началом массового жилищного строительства, при котором ванна стала обязательным элементом городской квартиры, и устанавливались при невозможности подключения дома к централизованному горячему водоснабжению. Массовый выпуск газовых колонок в СССР был начат в 1956 году. Распространенными моделями колонок стали КГИ-56 и серия ВПГ. Колонка КГИ-56 производилась на московском заводе «Искра» и оснащалась двумя рычагами управления на передней панели. Колонки серии ВПГ производились на ленинградском заводе «Газаппарат». Для управления колонкой на передней панели располагалась поворотная ручка. С 1980-х колонки стали оснащаться электромагнитными клапанами, предотвращающими утечку газа при погасании запальника.
Наиболее часто газовые колонки встречаются в хрущёвках и ранних брежневках, преимущественно пятиэтажных. Нередко колонки можно встретить и в сталинках, где их устанавливали взамен твердотопливных котлов («титанов»). Всего в России установлено около 8 миллионов проточных газовых водонагревателей. В Москве таких домов мало: одни снесены, а другие переведены на горячее водоснабжение.
В последнее время газовые колонки устанавливают в домах с центральным горячим водоснабжением, так как горячую воду нередко отключают или она имеет низкое качество, а цена на горячую воду значительно выше, чем на холодную.

### Устройство

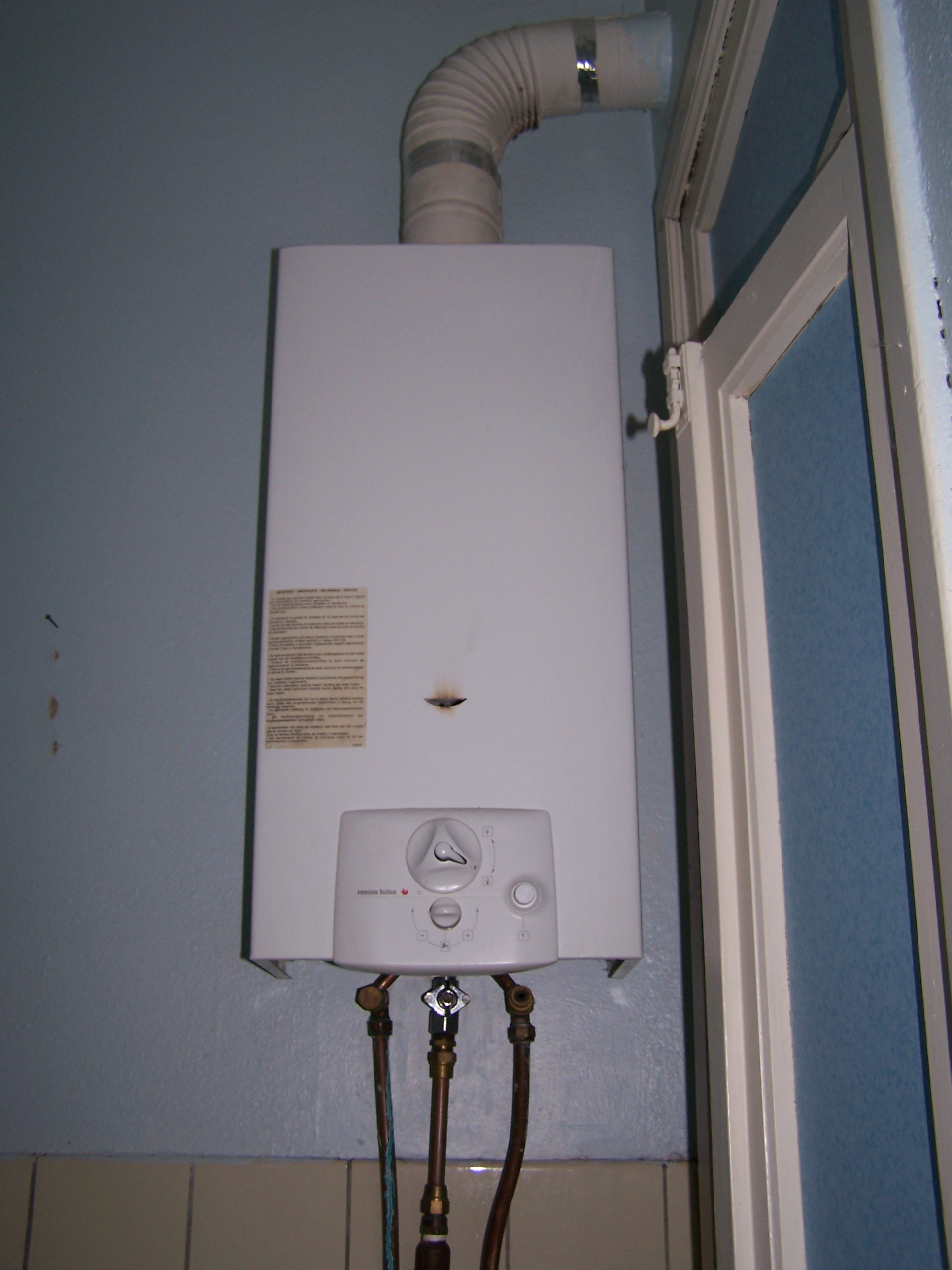
Проточный газовый водонагреватель

Проточный газовый водонагреватель предназначен для мгновенного нагрева воды. Водонагреватели этого типа не имеют бака, а вода нагревается по прямоточной схеме. Водонагреватель содержии теплообменник, через который проходит водяная трубка. Теплообменник чаще всего выполняется из меди, состоит из коробчатой радиационной части с трубкой, образующей собой камеру сгорания и воспринимающую тепловое излучение горящего газа, и конвективной части, по устройству похожей на водо-воздушный радиатор. В нижней части радиационной секции расположены газовые горелки. При работе водонагревателя радиационная секция воспринимает тепловое излучение пламени и продуктов горения, а конвективная - собственно конвективную теплоту дымовых газов. Над теплообменником располагается коллектор отработанных газов, внешне похожий на раструб, через него уже достаточно холодные дымовые газы под действием силы тяги уходят в специально предназначенный дымоход.
В устаревших и в современных бюджетных моделях зажигание горелки осуществляется автоматически от постоянно горящей пилотной горелки, зажигаемого спичкой или пьезоэлементом. В более совершенных моделях используется автоматический электророзжиг. Питание электроники может осуществляться от батареек, электрической сети или от встроенного мини-турбогенератора, приводимого в действие протекающей через водонагреватель водой. В простых моделях регулирование температуры воды происходит вручную путем регулирования расхода газа в горелки. В простых моделях расход газа не зависит от расхода воды и соответственно при изменении расхода воды температура воды изменяется. В более сложных моделях применяются системы модуляции расхода газа - такие водонагреватели изменяют тепловую мощность в зависимости от расхода воды. Системы модуляции пламени могут быть как механические в виде редуктора с водяной мембраной, так и с электронным управлением.
Водонагреватели могут иметь открытую либо закрытую камеру сгорания. В традиционных водонагревателях с открытой камерой сгорания забор воздуха осуществляется из помещения. Мощные водонагреватели, рассчитанные на постоянную работу, требуют для работы приточной вентиляции. Водонагреватель с закрытой камерой сгорания использует воздух, подаваемый по приточному воздуховоду с улицы.
По способу удаления продуктов сгорания газа водонагреватели подразделяются на атмосферные и с принудительной тягой (также ошибочно называются турбированными). В атмосферных газовых водонагревателях удаление продуктов сгорания происходит через дымоход с естественной тягой. В "турбированных" газовых водонагревателях тяга создается принудительно при помощи вентилятора. Такой водонагреватель предназначен для использования в тех случаях, когда дымоход отсутствует и его сооружение невозможно. Турбированный водонагреватель может использовать дымовую трубу без естественной тяги — например, горизонтальную, выводимую за пределы здания через стену. Водонагреватели с принудительной тягой подразделяются на собственно "турбированные" и «полутурбированные». В полутурбированном водонагревателе вентилятор служит только для отвода продуктов сгорания, а забор воздуха осуществляется из помещения. "Турбированный" водонагреватель имеет закрытую камеру сгорания. "Турбированные" водонагреватели могут использовать коаксиальный дымоход, в котором отвод продуктов сгорания газа осуществляется по внутренней трубе, а забор воздуха — по окружающей её наружной.
Кроме того, существуют газовые водонагреватели без дымохода, работающие "по-чëрному", в которых продукты сгорания удаляются в атмосферу помещения, подобно газовой плите — например, НЕВА-3001. Такие водонагреватели имеют малую мощность, требуют обязательного проветривания помещения во время работы, а при отсутствии вентиляции могут представлять опасность отравления угарным газом.
Все современные водонагреватели оснащаются защитной автоматикой, включающей в себя контроль пламени и датчик тяги. При погасании пламени запальника или горелок и при отсутствии тяги в дымоходе прекращается подача газа.
Помимо колонок, существуют газовые отопительные котлы, имеющие контур горячего водоснабжения. Такие устройства обычно устанавливаются в индивидуальных домах и зданиях, имеющих автономную систему отопления на природном газе. Нагрев горячей воды в двухконтурных котлах происходит в водо-водяном теплообменнике водой отопительного контура, которая, в свою очередь, нагревается газом.

### Преимущества
Популярность газовых колонок связана с тем, что при компактных размерах они позволяют быстро нагревать достаточное количество воды. Газовая колонка, способная обеспечить две точки водоразбора одновременно, имеет мощность около 24 кВт, одну точку — 18-19 кВт. Существуют и мощные газовые колонки (около 40 кВт), способные обеспечить горячей водой просторный индивидуальный дом (коттедж) с множеством точек водоразбора. Как правило, для работы колонок хватает мощности городских газовых линий. Для сравнения, проточные электроводонагреватели подобной мощности требуют для работы отдельного силового ввода, что затратно и не всегда возможно, так как в старых домах электрические сети не рассчитаны на такое энергопотребление. Накопительные электроводонагреватели могут работать от бытовой сети, но имеют большие габариты, время нагрева и ограниченный объем воды. Газовые колонки выгодно отличаются от накопительных водонагревателей небольшими размерами. По размерам колонка сопоставима с небольшим 30-литровым водонагревателем и способна подавать горячую воду сразу после включения в неограниченных объемах.
Магистральный природный газ обычно обходится дешевле электроэнергии, поэтому газовая колонка экономически выгоднее электрических водонагревателей. В городах европейской части России горячая вода, получаемая из газовой колонки, дешевле, чем подаваемая по системе центрального горячего водоснабжения.

### Недостатки
Установка газовой колонки намного сложнее и дороже, чем электрического водонагревателя, и требует официального разрешения. Установку газовых водонагревателей должны выполнять только квалифицированные специалисты — самостоятельная установка запрещена.
Необходимо обслуживание и ремонт.
Для работы газовой колонки необходима подводка газа достаточной мощности. В домах, оборудованных только газовыми плитами, мощность газовых сетей может быть недостаточной для работы водонагревателя.
Газовые водонагреватели требуют наличия дымохода для безопасного отвода продуктов сгорания и достаточного количества приточного воздуха. Соотношение объемов приточного воздуха к объему сжигаемого природного газа можно приблизительно оценить как 10:1. Атмосферные колонки с открытой камерой сгорания требуют оборудования дымохода с естественной тягой. В квартирах не на последних этажах такой дымоход может быть сооружен только по наружной стене дома. Сооружение наружного дымохода требует значительных затрат и может быть запрещено как портящее архитектурный облик дома. Этого недостатка лишены турбированные колонки. Однако и их установка требует пробития отверстия в наружной стене дома для вывода дымохода.
Основным недостатком газового водонагревателя считается их потенциально большая опасность. Наиболее опасны старые газовые колонки, не имеющие защитной автоматики. Горючие газы (и природный, и сжиженный), используемые для работы колонок, являются пожаро- и взрывоопасными, а также ядовитыми для дыхания. Неисправность газового водонагревателя может привести к взрыву газа с последующим разрушением жилого дома. При нарушении воздухообмена (недостаточном притоке или плохой тяге в дымоходе) часть продуктов сгорания может оставаться в помещении. Это может повлечь отравление людей угарным газом.
По данным компании «НДВ-Недвижимость», 70 % покупателей отказываются приобретать квартиры, оборудованные газовой колонкой. Стоимость квартиры с газовой колонкой может быть до 15 % ниже по сравнению с аналогичной квартирой без колонки.

## Накопительный газовый водонагреватель
Накопительные газовые водонагреватели (бойлеры) по устройству схожи с накопительными электроводонагревателями, отличаясь лишь тем, что используют для нагрева воды газ, а не электричество. Объемные, дорогие и менее удобные накопители нужны лишь там, где слабая газоподводящая линия. В России подобные устройства практически не встречаются.
Водонагреватель такого типа представляет собой, фактически, упрощённую разновидность газотрубного котла, в отличие от прямоточного водонагревателя, являющегося водотрубным. Камера сгорания имеет куполообразную форму и расположена снизу, "купол" (радиационная часть) является частью дна водяного бака, покрытого со всех сторон кроме дна теплоизоляционным материалом. В центре бака проходит одна дымогарная труба, внутри которой находится металлический завихритель, повышающий коэффициент теплопередачи за счёт придания движению газов турбулентного характера.